# Maulers
Maulers és un municipi francès, situat al departament de l'Oise i a la regió dels Alts de França. L'any 2007 tenia 188 habitants.

## Demografia

### Població
El 2007 la població de fet de Maulers era de 188 persones. Hi havia 71 famílies de les quals 11 eren unipersonals (4 homes vivint sols i 7 dones vivint soles), 26 parelles sense fills, 30 parelles amb fills i 4 famílies monoparentals amb fills.
La població ha evolucionat segons el següent gràfic:
Habitants censats

### Habitatges
El 2007 hi havia 76 habitatges, 67 eren l'habitatge principal de la família, 4 eren segones residències i 4 estaven desocupats. Tots els 76 habitatges eren cases. Dels 67 habitatges principals, 62 estaven ocupats pels seus propietaris i 6 estaven llogats i ocupats pels llogaters; 1 tenia dues cambres, 11 en tenien tres, 15 en tenien quatre i 40 en tenien cinc o més. 65 habitatges disposaven pel capbaix d'una plaça de pàrquing. A 25 habitatges hi havia un automòbil i a 37 n'hi havia dos o més.

### Piràmide de població
La piràmide de població per edats i sexe el 2009 era:
| Homes | Edats   | Dones |
| ----- | ------- | ----- |
| 0     | 95 o +  | 0     |
| 0     | 90 a 94 | 0     |
| 0     | 85 a 89 | 4     |
| 0     | 80 a 84 | 0     |
| 0     | 75 a 79 | 4     |
| 4     | 70 a 74 | 8     |
| 0     | 65 a 69 | 0     |
| 12    | 60 a 64 | 0     |
| 8     | 55 a 59 | 4     |
| 8     | 50 a 54 | 4     |
| 12    | 45 a 49 | 16    |
| 8     | 40 a 44 | 12    |
| 8     | 35 a 39 | 0     |
| 4     | 30 a 34 | 12    |
| 0     | 25 a 29 | 0     |
| 16    | 20 a 24 | 12    |
| 12    | 15 a 19 | 8     |
| 12    | 10 a 14 | 0     |
| 4     | 5 a 9   | 8     |
| 12    | 0 a 4   | 4     |

## Economia
El 2007 la població en edat de treballar era de 119 persones, 91 eren actives i 28 eren inactives. De les 91 persones actives 85 estaven ocupades (47 homes i 38 dones) i 6 estaven aturades (2 homes i 4 dones). De les 28 persones inactives 10 estaven jubilades, 11 estaven estudiant i 7 estaven classificades com a «altres inactius».

### Ingressos
El 2009 a Maulers hi havia 71 unitats fiscals que integraven 203 persones, la mediana anual d'ingressos fiscals per persona era de 20.521 €.

### Activitats econòmiques
Dels 4 establiments que hi havia el 2007, 1 era d'una empresa alimentària, 1 d'una empresa de fabricació d'altres productes industrials i 2 d'empreses de construcció.
Dels 2 establiments de servei als particulars que hi havia el 2009, 1 era un paleta i 1 lampisteria.
L'únic establiment comercial que hi havia el 2009 era una fleca.
L'any 2000 a Maulers hi havia 9 explotacions agrícoles que ocupaven un total de 702 hectàrees.

## Equipaments sanitaris i escolars
El 2009 hi havia una escola elemental integrada dins d'un grup escolar amb les comunes properes formant una escola dispersa.

## Poblacions més properes
El següent diagrama mostra les poblacions més properes.